# Albert Bedane
 (décembre 2016).
Si vous disposez d'ouvrages ou d'articles de référence ou si vous connaissez des sites web de qualité traitant du thème abordé ici, merci de compléter l'article en donnant les références utiles à sa vérifiabilité et en les liant à la section « Notes et références ».
Albert Bedane, né le 29 septembre 1893 à Angers et mort en 1980 à Jersey, est un résistant britannique d'origine française. Durant l'occupation nazie de Jersey lors de  la Seconde Guerre mondiale, il cacha de nombreux prisonniers de guerre et travailleurs de force soviétiques et français ainsi qu'une femme de confession juive. L'État d'Israël l'a désigné comme un Juste parmi les nations.

## Biographie
Albert Bedane naquit à Angers en Maine-et-Loire en 1893. Dès l'année suivante, en 1894, sa famille s'installe à Saint-Hélier sur l'île de Jersey dans le quartier de la Vingtaine de la Ville.
Albert Bedane a servi dans l'armée britannique de 1917 à 1920. À la fin de la Première Guerre mondiale, il fut envoyé en Inde, puis en Sibérie où il apprit quelques mots de russe.
Il fut naturalisé sujet britannique par la Cour royale de Jersey en 1921 et s'installa comme masseur-kinésithérapeute.
Durant la Seconde Guerre mondiale, Albert Bedane, réquisitionné par l'armée allemande pour construire des fortifications côtières, aida à s'évader et cacha des prisonniers soviétiques et français, travailleurs de force. Il abrita également une femme néerlandaise de confession juive.
En 1966, le gouvernement soviétique offrit à Albert Bedane (ainsi qu'à d'autres activistes de la résistance de Jersey qui avaient aidé et abrité des prisonniers soviétiques) une montre en or.
Le 4 janvier 2000, Albert Bedane a été reconnu comme Juste parmi les nations.
Le 6 décembre 2004, le bailli de Jersey, Philip Bailhache, inaugura une plaque commémorative à la mémoire d'Albert Bedane, dans le quartier de la Vingtaine de la Ville de Saint-Hélier.
En 2010, Albert Bedane reçut, à titre posthume, le titre de Héros britannique de l'Holocauste par le Gouvernement britannique.